# Bandar Malela
Bandar Malela is een bestuurslaag in het regentschap Simalungun van de provincie Noord-Sumatra, Indonesië. Bandar Malela telt 1512 inwoners (volkstelling 2010).